# カルラ国立公園
カルラ国立公園（カルラこくりつこうえん、エストニア語: Karula rahvuspark）は、エストニアの南部にある国立公園である。1979年に保護の対象となり、1993年に国立公園として制定された。

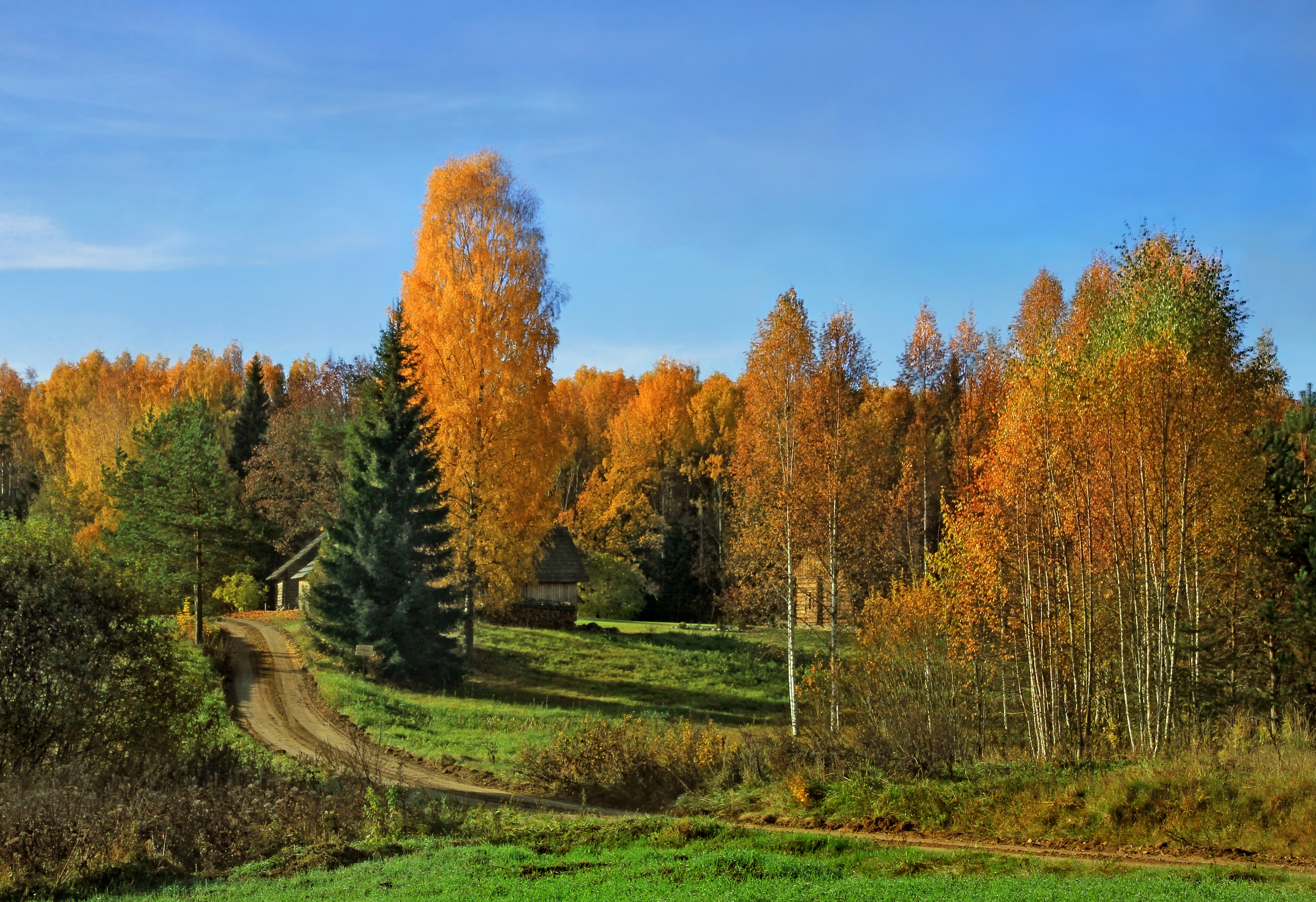
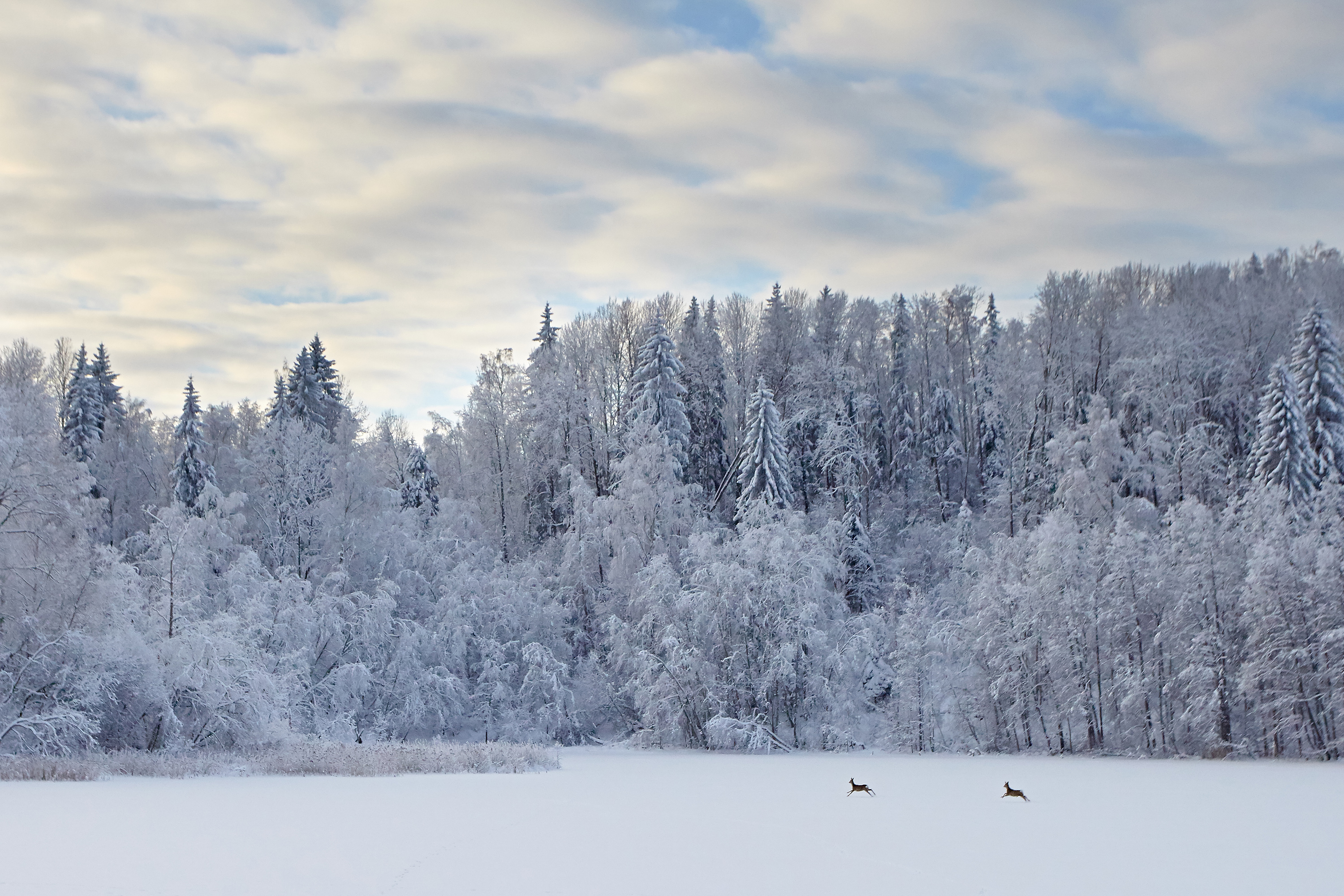
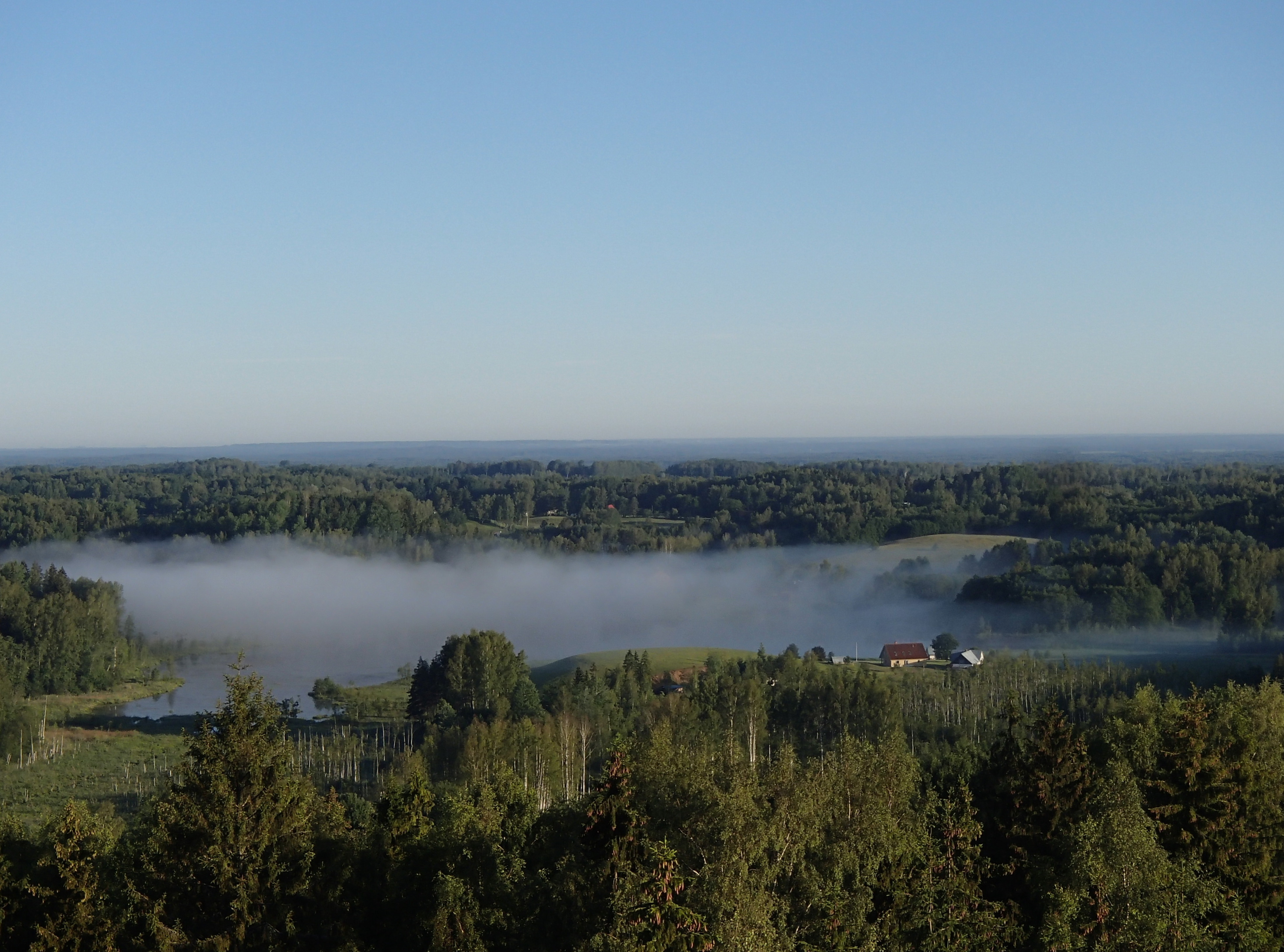
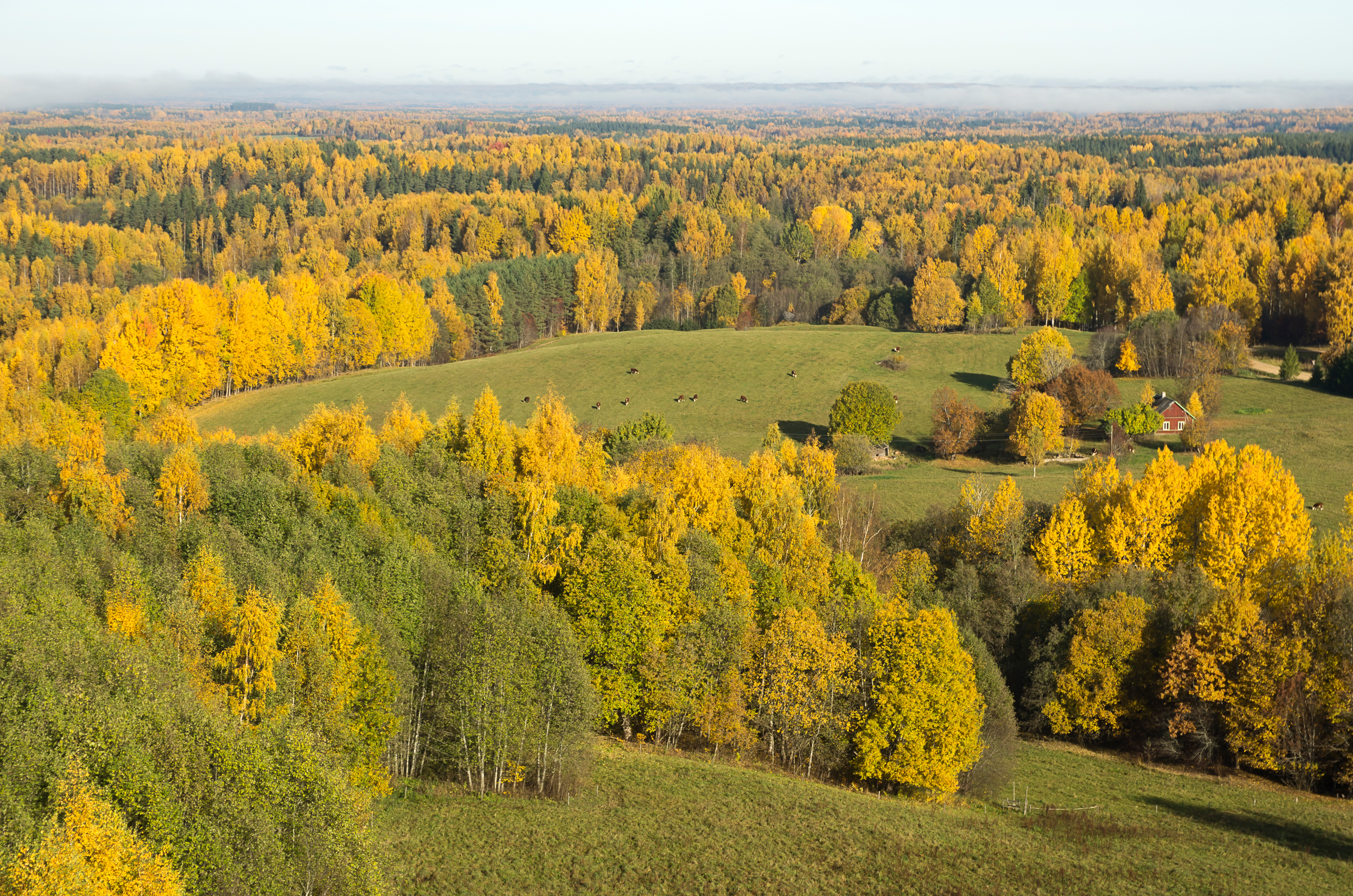